# پیهان
پیهان، روستایی از توابع بخش زند شهرستان ملایر در استان همدان ایران است.
از جاذبه های گردشگری این روستاچشمه ای است که فقط در زمان معینی می‌جوشد ، معمولا از اواخر اردیبهشت تا اواسط مرداد ماه زمان جوشیدن این چشمه است

## جمعیت
این روستا در دهستان کمازان سفلی قرار دارد و براساس سرشماری مرکز آمار ایران در سال ۱۳۹۵، جمعیت آن ۶۲۰ نفر (۱۹۲خانوار) بوده‌است.